# Gnophos bipartitus
Gnophos bipartitus là một loài bướm đêm trong họ Geometridae.